# Cawston (Colombie-Britannique)
Pour les articles homonymes, voir Cawston.
Cawston est une communauté de la Colombie-Britannique située dans le district régional de Okanagan-Similkameen, sur le cours de la rivière Similkameen.